# Chiemsee Triathlon

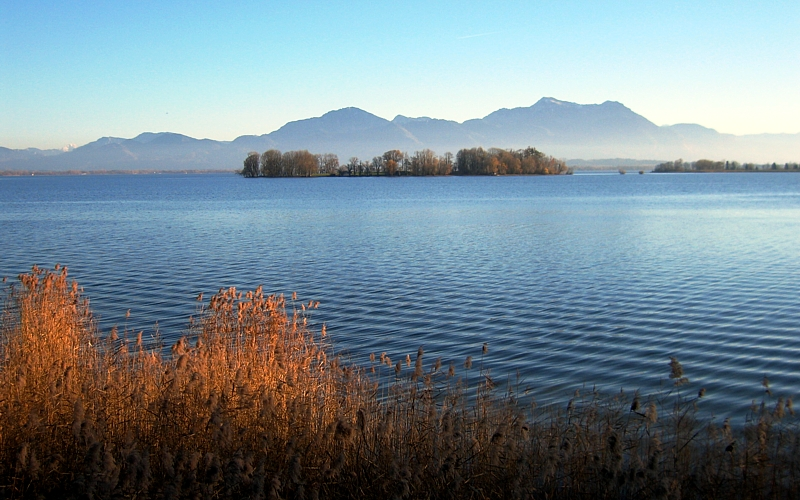
Der Chiemsee – der drittgrößte See in Deutschland

Der Chiemsee Triathlon ist eine Triathlonveranstaltung, die seit 2012 jährlich bei Chieming in Bayern, im und um den Chiemsee ausgetragen wird.

## Organisation

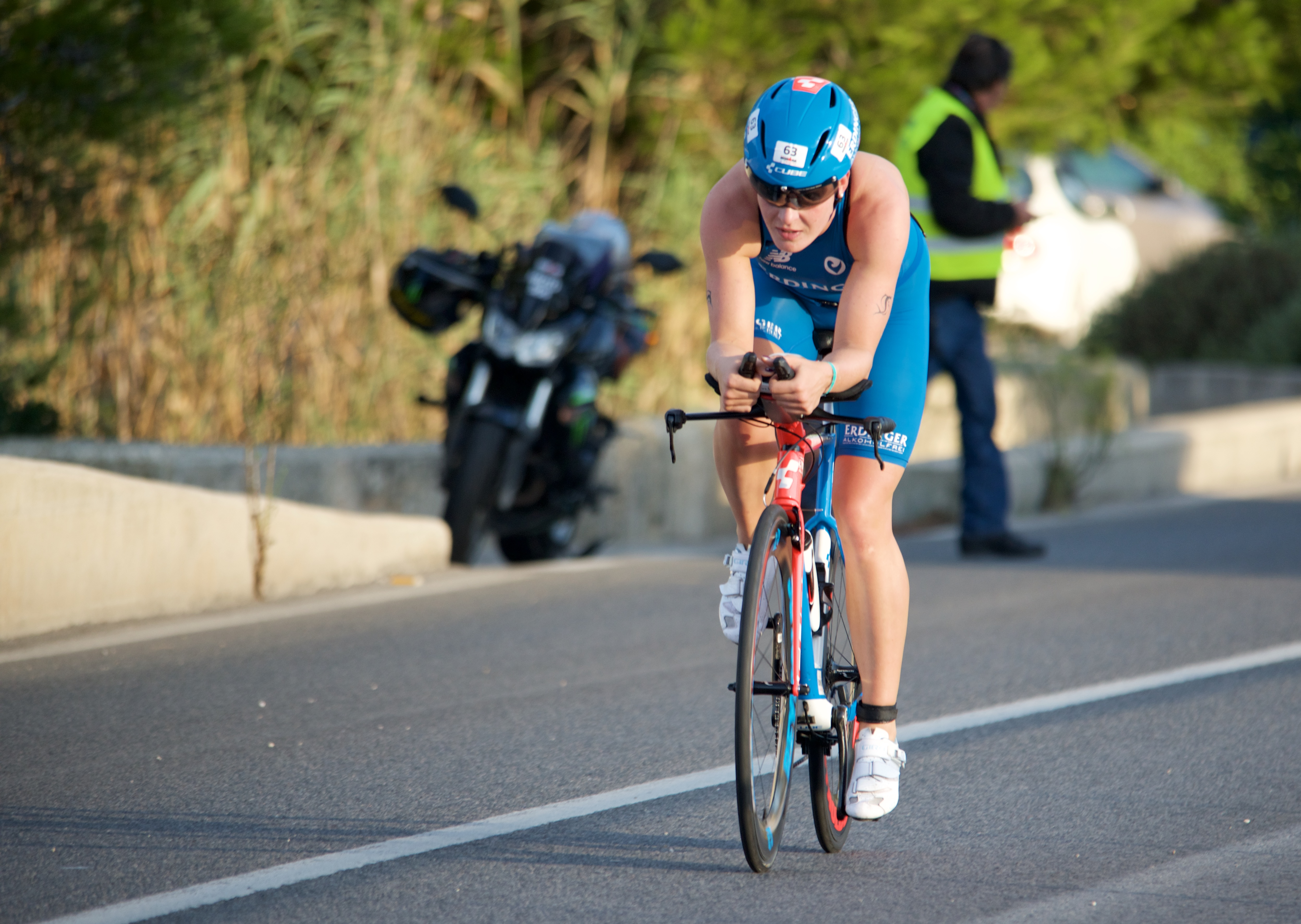
Daniela Sämmler, die dreimalige Siegerin auf der Mitteldistanz (2014, 2015, 2017)

Der „Chiemsee Triathlon“ wird als Rennen über die
- Kurzdistanz (1,5 km Schwimmen, 40 km Radfahren und 10 km Laufen) sowie die
- Mitteldistanz (2 km Schwimmen, 80 km Radfahren und 21 km Laufen) angeboten.

Neben den Rennen auf diesen beiden Distanzen wird hier auch ein Triathlon für Menschen mit Behinderung ausgetragen.
Daniela Sämmler konnte 2017 das Rennen auf der Mitteldistanz zum dritten Mal für sich entscheiden. Insgesamt starteten in diesem Jahr 1200 Sportler über die verschiedenen Distanzen.
Am 23. und 24. Juni 2018 wurden die Rennen am Chiemsee zum siebten Mal ausgetragen.
Ab 2019 ist der Chiemsee Triathlon fester Bestandteil der europaweiten Serie „European Triathlon League“ von „Spirit Multisport“. Die neu gegründete Serie umfasst aktuell vier Triathlon Veranstaltungen in vier Ländern:
- Triathlon de Portocolom (14. April 2019)
- Chiemsee Triathlon (30. Juni 2019)
- Triathlon EDF Alpe d’Huez (25. Juli 2019)
- Trans Vorarlberg Triathlon (25. August 2019)

Eine ursprünglich für den 28. Juni 2020	geplante Austragung musste infolge der Corona-Pandemie abgesagt werden und 2021 gab es auch keinen Chiemsee Triathlon. Die Austragung am 25. Juni 2022 konnte wie geplant stattfinden.
Die geplanten Austragungen im Jahr 2023 und 2024 mussten ausfallen und bisher gibt es keine fixe Planung für 2025.

## Siegerlisten

### Olympische Distanz
| Datum/Jahr    | Männer              | Männer            | Männer                 | Frauen              | Frauen              | Frauen           |
| Datum/Jahr    | Erster Platz        | Zweiter Platz     | Dritter Platz          | Erster Platz        | Zweiter Platz       | Dritter Platz    |
| ------------- | ------------------- | ----------------- | ---------------------- | ------------------- | ------------------- | ---------------- |
| 25. Juni 2022 | Maximilian Kirmeier | Daniel Rapp       | Hans-Jörg Stolz        | Paulina Böhme       | Stefanie Stadler    | Derya Hatil      |
| 30. Juni 2019 | Marc Eggeling -2-   | Nikolaus Wihlidal | Maximilian Kirmeier    | Kelly-Ann Perkins   | Carolin Lehrieder   | Pauline Neidel   |
| 24. Juni 2018 | Marc Eggeling       | Nikolaus Wihlidal | Michael Ager           | Carolin Lehrieder   | Lisa-Maria Dornauer | Renate Forstner  |
| 25. Juni 2017 | Jan Raphael         | Franz Höfer       | Marc Eggeling          | Lisa-Maria Dornauer | Renate Forstner     | Julia Gajer      |
| 25. Juni 2016 | Franz Höfer         | Christian Jais    | Marc Eggeling          | Elena Illeditsch    | Eva Potůčková       | Stefanie Stadler |
| 28. Juni 2015 | Nils Daimer         | Marcus Wöllner    | Martin Kipnick         | Julia Viellehner    | Renate Forstner     | Irmi Schönhuber  |
| 29. Juni 2014 | Marcus Herbst       | Martin Kipnick    | Marcus Wöllner         | Diana Riesler       | Renate Forstner     | Tamara Simchen   |
| 30. Juni 2013 | Robert Wimmer       | Chris Wigell      | Daniel Mehring         | Renate Forstner -2- | Jana Uderstadt      | Julia Kaul       |
| 1. Juli 2012  | Christian Jais      | Martin Kipnick    | Sebastian Deisenrieder | Renate Forstner     | Katrin Esefeld      | Julia Viellehner |

### Mitteldistanz
| Datum/Jahr    | Männer              | Männer           | Männer            | Frauen              | Frauen           | Frauen            |
| Datum/Jahr    | Erster Platz        | Zweiter Platz    | Dritter Platz     | Erster Platz        | Zweiter Platz    | Dritter Platz     |
| ------------- | ------------------- | ---------------- | ----------------- | ------------------- | ---------------- | ----------------- |
| 25. Juni 2022 | Vincent Größer      | Norman Banick    | Philipp Natzler   | Katrin Esefeld      | Linda Simon      | Sara Decina       |
| 30. Juni 2019 | Thomas Steger -3-   | Michael Raelert  | Julian Erhardt    | Caroline Steffen    | Laura Zimmermann | Chantal Cummings  |
| 24. Juni 2018 | Markus Fachbach -3- | Horst Reichel    | Roman Deisenhofer | Michaela Herlbauer  | Anna-Lena Pohl   | Jenny Schulz      |
| 25. Juni 2017 | Michael Raelert     | Thomas Steger    |                   | Daniela Sämmler -3- | Jenny Schulz     | Laura Zimmermann  |
| Juni 2016     | Thomas Steger -2-   | Julian Erhardt   | Jaroslav Kovacic  | Ricarda Lisk        |                  | Jenny Schulz      |
| 28. Juni 2015 | Thomas Steger       | Jaroslav Kovacic | Markus Fachbach   | Daniela Sämmler -2- | Diana Riesler    | Eva Potůčková     |
| 29. Juni 2014 | Markus Fachbach -2- | Johannes Moldan  | Andrej Vistica    | Daniela Sämmler     | Eva Potůčková    | Carolin Lehrieder |
| 30. Juni 2013 | Markus Fachbach     | Johannes Moldan  | Andreas Dreitz    | Ewa Bugdol          | Eva Potůčková    | Katrin Esefeld    |
| 1. Juli 2012  | Dirk Bockel         | Andreas Dreitz   | James Elvery      | Diana Riesler       | Ewa Bugdol       | Jenny Schulz      |